# 米特林齊
48°52′47″N 29°17′56″E / 48.87972°N 29.29889°E
米特林齊（烏克蘭語：Мітлинці），是烏克蘭的村落，位於該國西部文尼察州，由海辛區負責管轄，始建於1445年，面積2.84平方公里，海拔高度260米，2001年該村落人口876。